# Maxime Litvinov
Pour les articles homonymes, voir Litvinov.
Maxime Maximovitch Litvinov (en russe : Макси́м Макси́мович Литви́нов), né Meir-Henoch Moïsseïevitch Wallach (ou Vallak) (Меер-Генох Моисеевич Валлах) le 17 juillet 1876 à Bialystok (Pologne) et mort 31 décembre 1951 à Moscou (URSS), est un révolutionnaire et diplomate de l'Union soviétique, fervent défenseur du pacte Briand-Kellog puis d'un rapprochement avec les démocraties occidentales face à l'Allemagne nazie.

## Premières années
Maxime Litvinov est le fils d'un marchand juif de Belostok, ville de l'Empire russe à la frontière avec l'Empire allemand. Il étudie à la Realschule locale et fréquente la synagogue. Malgré tout, Litvinov n'est jamais vraiment religieux et abandonne la foi juive assez tôt, ne présentant dans ses dernières années aucune sympathie pour le sionisme. À l'âge de 17 ans, il rejoint l'armée russe et part pour Bakou, où il refuse de tirer sur les ouvriers en grève et est radié de l'armée. Devenu cadre dans une entreprise de production de sucre à Kiev, il fait à présent partie de la classe moyenne et dispose d'un revenu fixe, qu'il consacre, en même temps que son temps, au Parti ouvrier social-démocrate. Arrêté en 1901 et condamné à deux ans de prison pour avoir mis en place une presse clandestine, il profite de la prison pour lire l'Iskra, et est attiré par les théories de Lénine. Il organise son évasion avec quelques autres prisonniers, dont Zinoviev et Kamenev et parvient à rejoindre Lénine à Zurich, siège de l'Iskra, où Lénine lui confie l'organisation de la distribution clandestine du journal.
Lorsque le groupe se scinde entre menchéviques et bolchéviques, en 1903, Litvinov se range du côté de ces derniers et rejoint la Russie, d'abord à Riga, puis lors des journées révolutionnaires de 1905, à Saint-Pétersbourg, où il organise avec succès la publication du nouveau journal, Novaïa Jizn. Après l'interdiction du journal, il est chargé du transport dans l'Empire russe d'armes et de munitions, voyageant dans les ports et capitales européennes et négociant sous différentes identités. Après son expulsion de France, en 1908, il rejoint Londres où il travaille pour la maison d'édition Williams and Norgate, tout en continuant à participer à l'activité du parti bolchévique. Passant plusieurs années en Angleterre, Litvinov aurait éprouvé de la sympathie pour le système social et parlementaire du pays, et devient sujet britannique.

## Diplomate soviétique
Après la révolution d'Octobre, il est nommé par Lénine représentant du gouvernement soviétique au Royaume-Uni.
Sous Staline, il est commissaire du peuple aux Affaires étrangères entre 1930 et 1939, poste auquel il tente de promouvoir, comme son collaborateur Ivan Maïski, la sécurité collective et une grande alliance entre l'URSS, la France et le Royaume-Uni contre le Reich hitlérien. Litvinov représente l'URSS à la Société des Nations entre 1934 et 1938.
Il fait partie des personnalités ciblées lors des Grandes Purges lancées par Staline en 1936, une vaste campagne de « purification » du peuple russe. Un coup de chance le sauve d'une mort certaine. En effet, la liste l'identifiant comportant également le nom de la veuve de Lénine Nadejda Kroupskaïa, cela dissuade Staline.
Au moment de la crise tchécoslovaque, il réclame la tenue immédiate de négociations militaires entre des représentants des forces soviétiques, françaises et tchécoslovaques, ainsi que l'inscription de la crise à l'ordre du jour de l'assemblée générale de la Société des Nations. Indigné par les accords de Munich, qui voient le Royaume-Uni et la France permettre à l'Allemagne d'envahir la Tchécoslovaquie, il dénonce une « capitulation » qui ne pourrait qu'avoir « d'incalculables et désastreuses conséquences ».
Le 3 mai 1939, il est démis de ses fonctions dans des circonstances violentes : le NKVD encercle son ministère, ses assistants sont battus et interrogés. Litvinov étant ardent partisan de la sécurité collective, et ses origines juives étant mal vues des nazis, son remplacement par Molotov, hostile depuis toujours à la politique de sécurité collective, accroît la marge de manœuvre de Staline et favorise un rapprochement germano-soviétique, prélude au pacte germano-soviétique.
Après l'attaque allemande contre l'Union soviétique, Litvinov revient en grâce et Staline le nomme commissaire adjoint aux Affaires étrangères. Il est envoyé comme ambassadeur soviétique aux États-Unis entre 1941 et 1943 et contribue significativement au prêt-bail signé entre les gouvernements américain et soviétique en 1941.
Il meurt de mort naturelle en 1951. Litvinov ayant souvent été menacé d'être victime d'une purge stalinienne, Molotov, qui le détestait, déclare : « C’est pur hasard s’il est resté en vie ». Cependant, sa survie est probablement due à la volonté de Staline de pouvoir pratiquer une politique de conciliation pour remplacer celle d'affrontement avec les Occidentaux : en effet, avec son épouse anglaise, il représentait un symbole en ce sens.